# Stina Wærn
Anna Christina (’’Stina’’) Wærn, född 14 mars 1942 i Uppsala, är en svensk före detta direktör.

## Biografi
Stina Wærn är dotter till översten och kabinettskammarherren Jonas Wærn och Lissie, född Ehnström. Hon studerade vid Lady Irwin College i New Delhi 1971-1972 och tog en fil.kand. i Stockholm 1972. Hon var anställd på Stockholms läns landsting 1972-1976 och vid Importkontoret för u-landsprodukter (Impod) från 1976. Hon var handläggare för Nord-Väst- och Centralafrika och Vietnam 1976 samt var ansvarig för utbildning 1976-1989. Wærn var direktör vid Impod 1989-1991. Sedan 1991 är hon egenföretagare inom biståndsverksamhet med bolaget Stina Waern Consulting.